# Blonde Redhead
Blonde Redhead est un groupe de rock américain fondé en 1993, originaire de New York.

## Biographie

### Débuts (1993–1997)

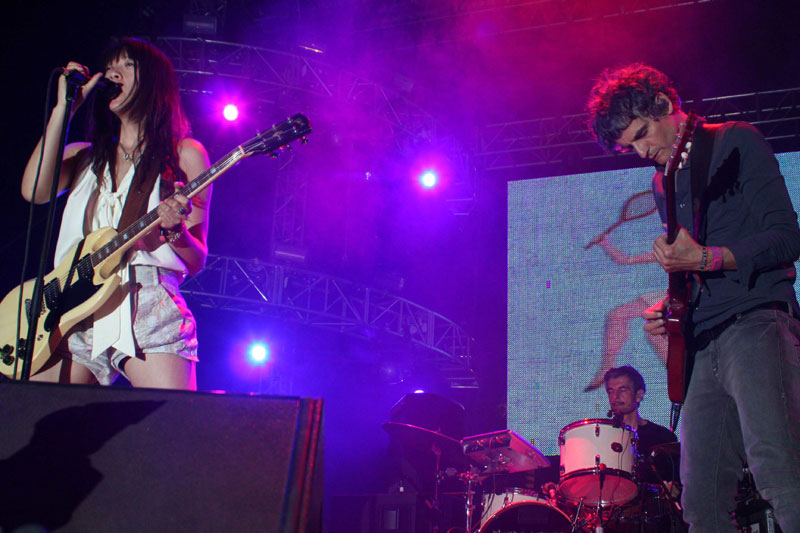
Blonde Redhead au Coachella Valley Music and Arts Festival à Indio, en Californie.

Les trois membres du groupe se rencontrent au début des années 1990, par l'intermédiaire d'un ami commun,. Les frères jumeaux Amedeo et Simone Pace sont nés à Milan, en Italie, et ont grandi à Saint-Léonard, à Montréal, au Canada. Ils ont étudié le jazz au Berklee College of Music de Boston avant de s'installer à New York. Kazu Makino, originaire de Kyoto, au Japon, est alors étudiante en cinéma. Le groupe est au départ un quatuor, la bassiste Maki Takahashi est ensuite remplacée par Toko Yasuda (de The Van Pelt, The Lapse et Enon) qui restera dans le groupe jusqu'en 1995. La formation se stabilise ensuite en trio constitué de Kazu Makino et les frères Pace. Le nom du groupe provient de la chanson Blonde Redhead du groupe new-yorkais DNA avec Arto Lindsay.
Leurs deux premiers albums Blonde Redhead et La Mia Vita Violenta sont sortis en 1994 et 1995 sur Smells Like Records, le label de Steve Shelley, batteur de Sonic Youth,. Fake Can Be Just as Good est publié en 1997 sur le label Touch and Go Records. Vern Rumsey, bassiste d'Unwound, participe à son enregistrement.

### Nouveaux albums (1998–2006)

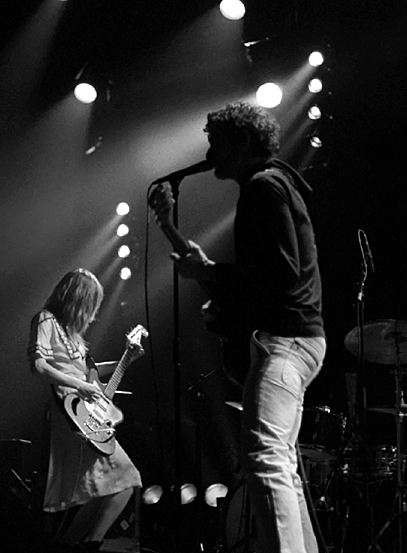
Blonde Redhead en concert.

Le quatrième album In an Expression of the Inexpressible, publié en 1998, possède quelques chansons à la production très propre (Distilled, Futurism vs Passéism part 2) qui contrastent avec le reste de l'album. On note également des clins d'œil à Serge Gainsbourg, sur la chanson Missile ++ (à la fin du morceau, le batteur reproduit à l'identique le rythme de Requiem pour un con, ou encore avec la reprise de Slogan). Côté collaborations, Guy Picciotto (producteur de plusieurs albums du groupe et membre de Fugazi) a participé au morceau Futurism vs Passéism part 2.
Jusqu'ici, la comparaison avec Sonic Youth se justifie pleinement. Cependant, Blonde Redhead possède une fibre plus pop qui va prendre le pas dès leur cinquième album, Melody of Certain Damaged Lemons, moins axé musique bruitiste. Le sixième album, Misery is a Butterfly, sorti sur le label 4AD, confirme ce changement. Cet album est conçu près de quatre ans après Melody of Certain Damaged Lemons, Kazu Makino ayant été accidentée par une chute de cheval : la chanson Equus et l'artwork du disque y font clairement allusion. Les orchestrations et arrangements (clavecins, orgues et cordes) font de ce sixième album une expérience auditive quasi cinématographie, à l'image de ce que Jean-Claude Vannier propose pour L'histoire de Melody Nelson de Serge Gainsbourg. Il est le dernier album produit par Picciotto pour le groupe. Il est en outre le premier album de Blonde Redhead à se classer dans le Billboard 200 aux États-Unis, avec un pic à la 180e position.

### 23etPenny Sparkle(2007–2010)
Leur septième album, 23, sorti en 2007, également sur le label 4AD est produit par Alan Moulder. Mike Mills réalisera quelques vidéoclips illustrant Silently, The Dress, My Impure Hair, ou encore Top Ranking. Avec cet album et une longue tournée internationale, le groupe gagne en notoriété.  
Leur huitième album Penny Sparkle, le dernier chez 4AD, est produit par Van Rivers and the Subliminal Kid et mixé par Alan Moulder. Il sort le 14 septembre 2010, accompagné d'une nouvelle tournée européenne. Cet album aux nappes synthétiques confirme le nouveau tournant pris par le groupe depuis 23, le groupe s'éloignant encore plus du style rock qui avait fait sa réputation. Il est accueilli plutôt fraîchement par une partie de la presse spécialisée, avec notamment un score moyen de 64⁄100, sur la base de 25 critiques collectées, sur le site agrégateur de critiques Metacritic,,.

### Barragán(depuis 2011)

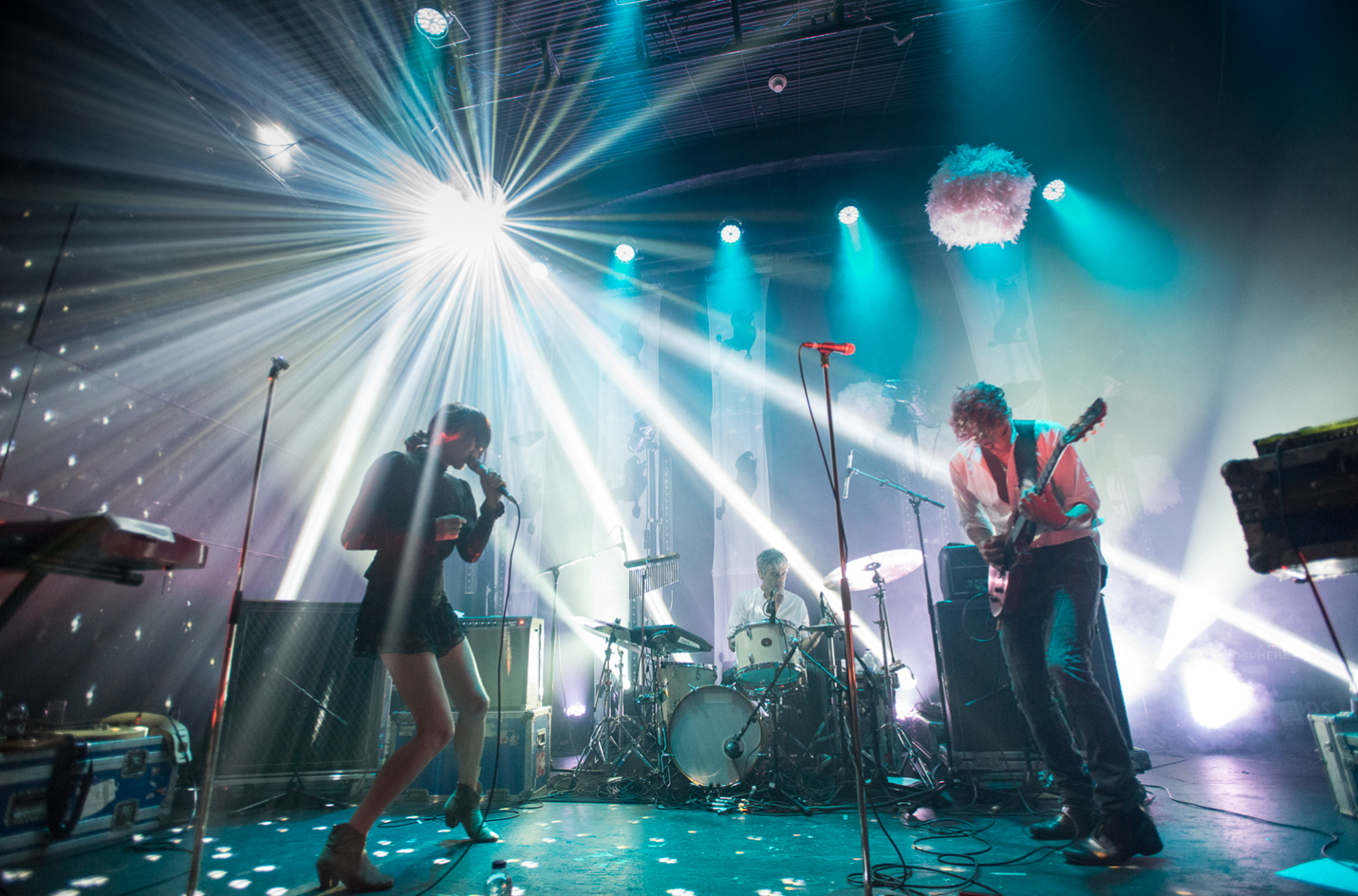
Blonde Redhead à l'Agora des arts de Rouyn-Noranda durant l'édition 2013 du Festival de musique émergente.

En septembre 2011, le groupe publie la bande-son du documentaire The Dungeon Masters (en), qu'il avait composée en 2008,. L'année suivante, Makino supervise la compilation We Are the Works in Progress dont les fonds sont versés aux victimes de l'accident nucléaire de Fukushima survenu à la suite du séisme et du tsunami de 2011 au Japon.
En juin 2014, le groupe annonce la sortie d'un nouvel album baptisé Barragán en hommage à Luis Barragán (architecte mexicain) qui sort le 2 septembre 2014,. Le mixage final de l'album est confié à Drew Brown (Beck, Radiohead, The Books). Comme d'accoutumée, cette sortie est accompagnée d'une tournée internationale. L'album est précédé par le single No More Honey en juin. Il est lui-même suivi par un second single, Dripping, qui comprend aussi un clip. Le groupe contribue aussi à la bande son du film The Commentator,.
En 2016, sort un album de remixes de Barragán, baptisé Freedom of Expression on Barragán par des artistes tels que Chris Bear, Deerhoof, Van Rivers, Nosaj Thing, Slumberman, Clara-Nova X3a Gus Seyffert, et Connan Mockasin.
C'est également l'année de la sortie du coffret Masculin Féminin, rassemblant les deux premiers albums de Blonde Redhead accompagnés d'enregistrements radio, outtakes, faces B et inédits.
En 2017, c'est un nouvel EP de 4 titres qui voit le jour portant le nom de 3 O'CLOCK. Cette sortie est accompagnée d'une nouvelle tournée.
En janvier et février 2022, le groupe assure la première partie de Tool sur une vingtaine de dates de leur tournée nord-américaine.

## Membres
- Kazu Makino - chant, guitare, claviers
- Simone Pace - batterie, percussions
- Amedeo Pace - guitare, chant

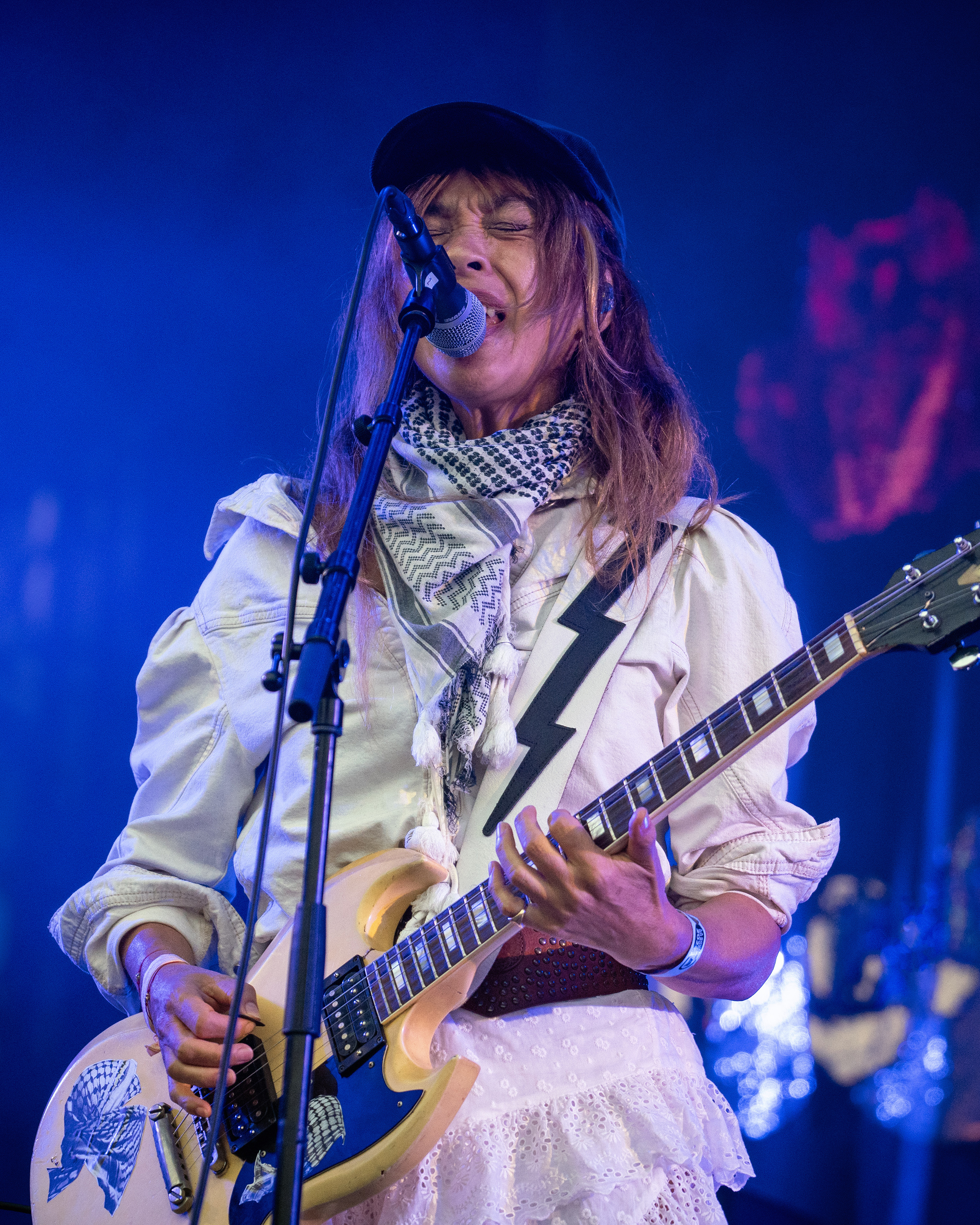
Kazu Makino
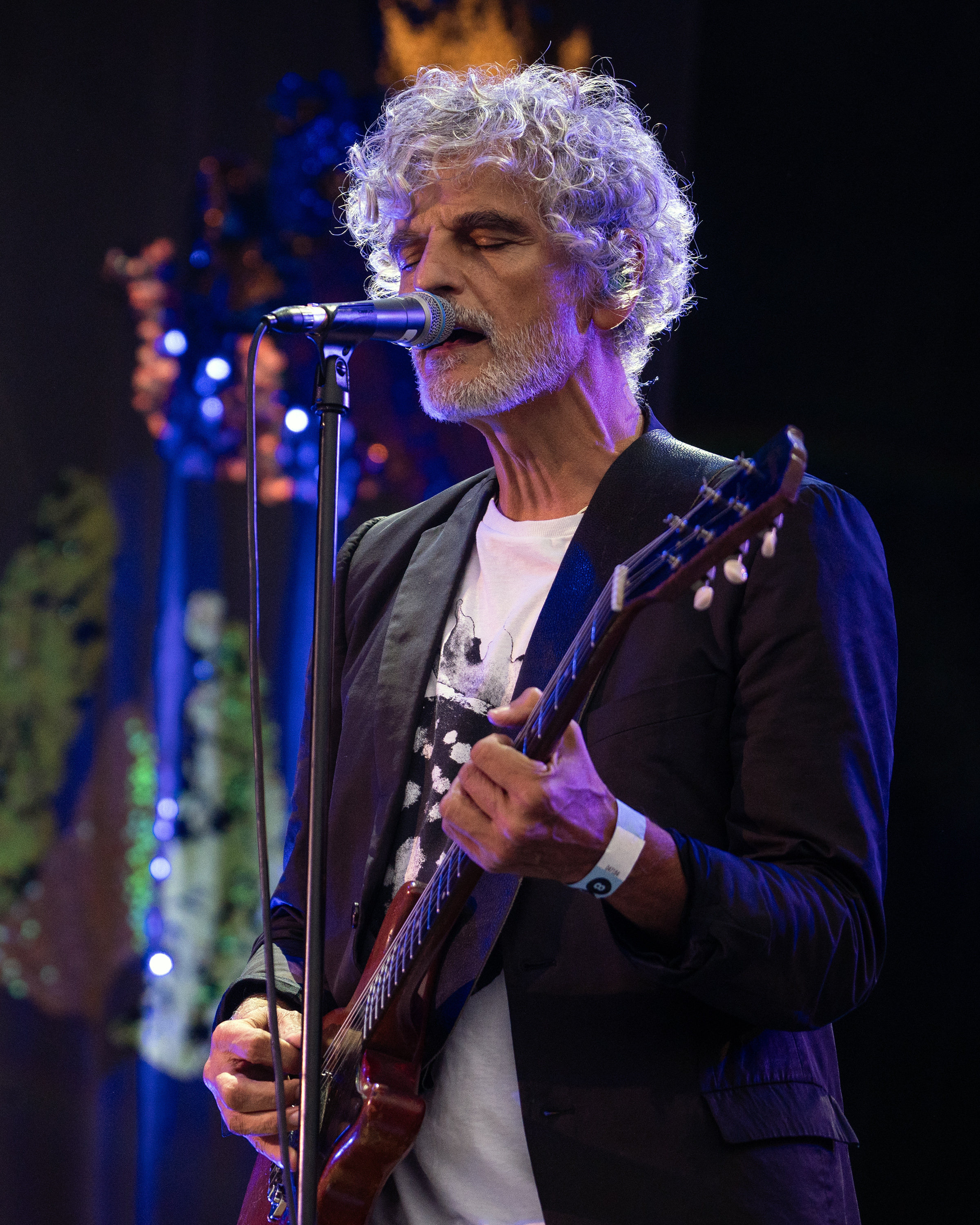
Amedeo Pace
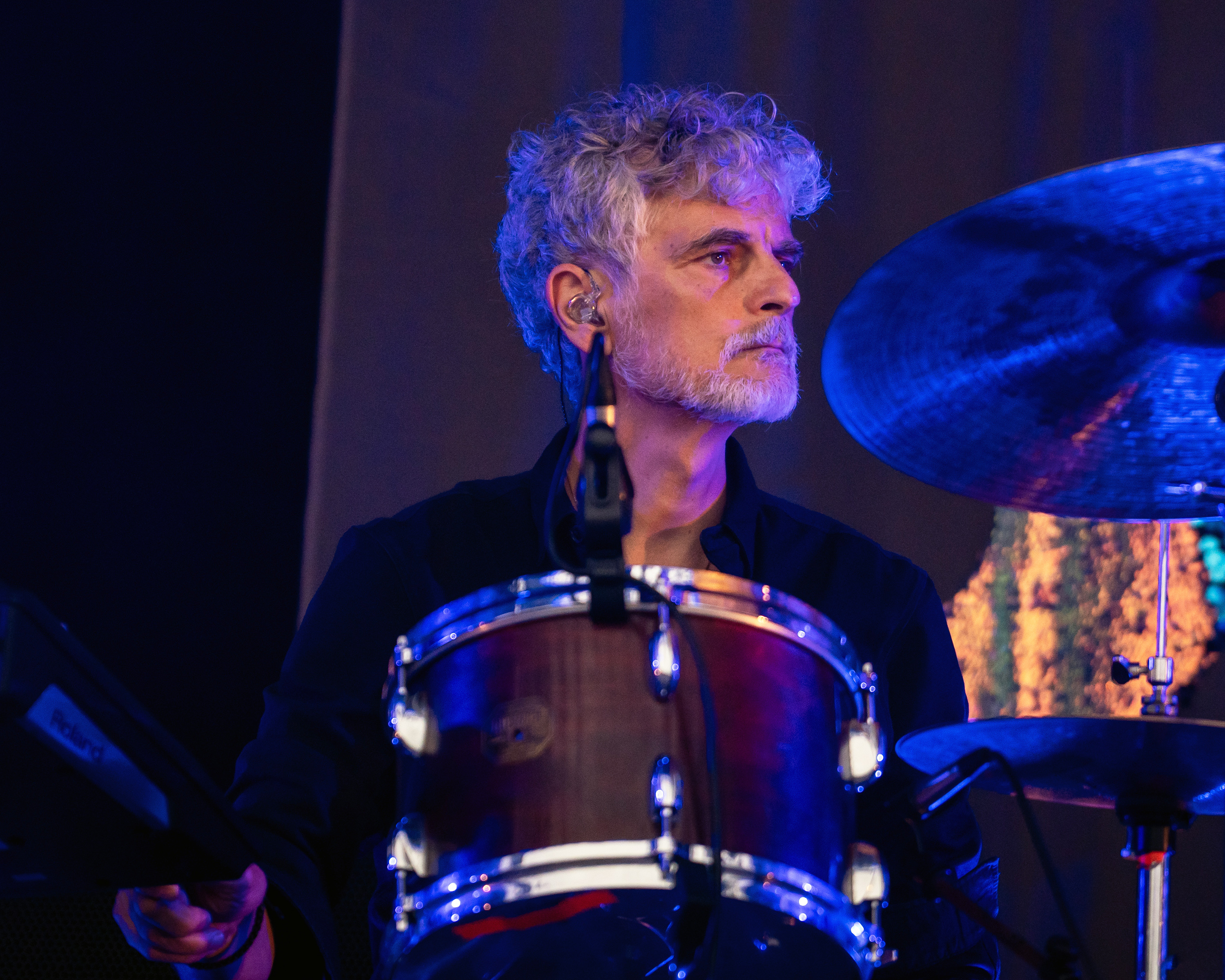
Simone Pace

## Discographie

### Albums studio
- 1994 : Blonde Redhead (Smells Like Records)
- 1995 : La Mia Vita Violenta (Smells Like Records)
- 1997 : Fake Can Be Just as Good (Touch and Go Records)
- 1998 : In an Expression of the Inexpressible (Touch and Go Records)
- 2000 : Melody of Certain Damaged Lemons (Touch and Go Records)
- 2004 : Misery is a Butterfly (4AD)
- 2007 : 23 (4AD)
- 2010 : Penny Sparkle (4AD)
- 2014 : Barragán (Kobalt Label Services)
- 2023 : Sit Down for Dinner (Section 1)

### Singles et EP
- 1993 : Big Song / Amescream (7" - OXO Records)
- 1994 : Vague/Jet Star (7" - Smells Like Records)
- 1995 : 10 Feet High/Valentine (7" - Smells Like Records)
- 1995 : Flying Douglas/Harmony (7" - Rough Trade)
- 1995 : Split 7" w/ Sammy (7" - Nipple Hardness Factor Zine)
- 1995 : Symphony of Treble / Kazuality (7" - Touch and Go Records)
- 1997 : Slogan / Limited Conversation (7" - Touch and Go Records)
- 2001 : Mélodie Citronique (EP/CD - Touch and Go Records)
- 2017 : 3 O'CLOCK (Ponderosa Music & Art)
- 2023 : Snowman